# Martijn Kleermaker
Martijn Kleermaker (Harderwijk, 19 februari 1991) is een Nederlandse dartsspeler. In 2020 won hij zijn tourkaart voor 2020/2021.

## Carrière

### PDC-carrière

#### 2021
Tijdens Players Championship 11, onderdeel van de zogeheten Super Series, verloor Kleermaker in de finale van landgenoot Dirk van Duijvenbode met 6-8 in legs en greep zo net naast zijn eerste titel bij de PDC.
Kleermaker debuteerde op het PDC World Darts Championship tijdens de editie van 2022, die plaatsvond vanaf 15 december 2021. In de eerste en tweede ronde wist hij met 3-1 in sets te winnen van respectievelijk de Griek John Michael en de Australiër Simon Whitlock. In de derde ronde moest Joe Cullen eraan geloven. Kleermaker versloeg de Engelsman met 4-3. In de vierde ronde bleek James Wade, de toenmalige nummer vier van de wereld, te sterk. Kleermaker werd met 0-4 verslagen.

## Resultaten op wereldkampioenschappen

### BDO
- 2020: Laatste 16 (verloren van Paul Hogan met 1-4)

### WDF
- 2019: Halve finale (verloren van Darren Herewini met 5-6)

### PDC
- 2021: Laatste 96 (reglementair verloren van Cameron Carolissen nadat hij positief werd getest op het coronavirus)[6]
- 2022: Laatste 16 (verloren van James Wade met 0-4)
- 2023: Laatste 64 (verloren van Chris Dobey met 0-3)